# José Greci
José Greci sau Giuseppina Greci (n. 10 ianuarie 1941, Ferrara, Italia – d. 1 iunie 2017, Roma, Italia) a fost o actriță italiană.

## Filmografie
- 1959 Ben-Hur , regia William Wyler
- 1959 Cursa de 100 kilometri (La cento chilometri), regia Giulio Petroni
- 1960 La vendetta dei barbari , regia Giuseppe Vari
- 1961 Romulus și Remus (Romolo e Remo), regia Sergio Corbucci
- 1961 Le italiane e l'amore , regia Carlo Musso
- 1962 Il sangue e la sfida , regia Nick Nostro
- 1962 Maciste il gladiatore più forte del mondo , regia Michele Lupo
- 1962 Ursus il gladiatore ribelle , regia Domenico Paolella
- 1962 Le sette folgori di Assur , regia Silvio Amadio
- 1963 La portatrice di pane , regia Maurice Cloche
- 1963 Golia e il cavaliere mascherato , regia Piero Pierotti
- 1963 Zorro e i tre moschettieri, regia Luigi Capuano
- 1963 Maciste l'eroe più grande del mondo , regia Michele Lupo
- 1963 Maciste contro i Mongoli , regia Domenico Paolella
- 1963 I dieci gladiatori , regia Giuseppe Parolini
- 1964 Maciste nell'inferno di Gengis Khan , regia Domenico Paolella
- 1964 La vendetta dei gladiatori , regia Luigi Capuano
- 1964 Delitto allo specchio , regia Aldo Molteni, J Josipovic
- 1964 Una spada per l'impero , regia Sergio Grieco
- 1965 S.077 Spionaggio a Tangeri , regia Gregg Tallas
- 1965 Sette contro tutti , regia Michele Lupo
- 1967 Maigret a Pigalle , regia Mario Landi
- 1967 Cifrato speciale , regia Pino Mercanti
- 1967 Operazione Poker , regia Osvaldo Civirani
- 1967 Un milione di dollari per sette assassini , regia Umberto Lenzi
- 1967 La più bella coppia del mondo , regia Camillo Mastrocinque
- 1968 Tutto sul rosso, regia Aldo Florio
- 1968 All'ultimo sangue , regia Paolo Moffa
- 1972 Afyon oppio , regia Ferdinando Baldi
- 1974 Lanțuri (Catene), regia Silvio Amadio